# Euproserpinus phaeton
Euproserpinus phaeton là một loài bướm đêm thuộc họ Sphingidae. Loài này có ở California phía nam đến Baja California Sur và further into México. Nó cũng được ghi nhận ở tây nam Arizona.
Chiều dài cánh trước là 32–42 mm. There is one generation con trưởng thành bay từ tháng 2 đến tháng 4. Con trưởng thành hút mật hoa vào ban ngày.
Ấu trùng ăn các loài Onagraceae khác nhau.